# 天链二号01星
天链二号01星（天链二号零一星）是中國第二代地球同步軌道數據中繼衛星首颗数据中继卫星，「天鏈二號」中繼衛星系統在任務規劃、系統管理、業務運行上相比「天鏈一號」中繼衛星系統取得顯著進步 ，中继卫星又被称作“卫星的卫星”，可为中、低轨道资源卫星和飞船等航天器提供数据中继和测控服务，起到一个数据中转站的作用。

## 火箭
本次发射任务由长征三号乙运载火箭完成，中国航天科技集团公司所属的中国运载火箭技术研究院所研究。此次任務是長征系列運載火箭的第301次飛行。